# شادی امین
شادی امین فعال سیاسی ایرانی است که در حال حاضر تحت عنوان کنشگر حقوق همجنسگرایان فعالیت می‌کند. او در آلمان اقامت دارد. او یکی از مدیران سازمان عدالت برای ایران و مسئول و هماهنگ کنندهٔ شبکه لزبین‌ها و ترنسجندرهای ایرانی است.

## زندگی‌نامه
شادی امین پیش از انقلاب ۱۳۵۷، فعالیت سیاسی خود را به عنوان هوادار سازمان چریک‌های فدائی خلق آغاز کرد و علیه نظام پهلوی به فعالیت پرداخت و پس از انشعاب آن سازمان، به جناح سازمان فدائیان خلق (اقلیت) پیوست. وی در سال‌های بعد فعالیت خود با تمرکز بر مسائل زنان و همجنس‌گرایان زن ادامه داد. چندین کتاب دربارهٔ تجربه زندگی همجنس‌گرایان و ترنس‌جندر‌ها در ایران و ده‌ها مقاله و سخنرانی، حاصل فعالیت‌های او در این حوزه است. او در سال ۱۹۹۷ در یکی از نخستین جلسات عمومی مربوط به وضعیت همجنس گرایان در جامعه ایرانی خارج از کشور (برلین) با عنوان «همجنس‌گرایی و برخورد ایرانیان با آن» سخنرانی کرده، و به این ترتیب فعالیت در حوزه حقوق همجنس‌گرایان جامعه ایرانی را به صورت علنی آغاز کرد. شادی امین در حال حاضر مدیر سازمان شش رنگ (شبکه لزبین‌ها و ترنس‌جندرهای ایرانی) و مدیر سازمان عدالت برای ایران است. 

### فعالیت‌ها
- از جملهٔ سازمان‌دهندگان تظاهرات ۳۵۰۰ نفره ۱۹۸۸ در فرانکفورت علیه سفر هانس-دیتریش گنشر، وزیر خارجه آلمان به ایران و اعتصاب غذای متعاقب آن در اعتراض به کشتار دسته جمعی زندانیان سیاسی ایران در سال ۱۳۶۷[۷]
- شرکت در کنفرانس جهانی زنان ۱۹۹۵ پکن، و روشنگری دربارهٔ وضعیت زنان ایران در چارچوب گروه «زنان تبعیدی علیه بنیادگرایی»[۸][۹]
- سخنرانی دربارهٔ نقش زنان تبعیدی در کنفرانس ۱۹۹۶ پکن و کنفرانس بنیاد پژوهش‌های زنان سیاتل به همراه شیرین عبادی و پروانه اسکندری (فروهر)[۱۰]
- تأسیس شبکه سراسری همکاری زنان ایرانی به همراه گروه دیگری از فعالان جنبش زنان ایران در سال ۲۰۰۳ در تبعید[نیازمند توضیح بیشتر][۱۱]
- برگزاری سمیناری در فرانکفورت سال ۲۰۰۴ پیرامون آزار جنسی کودکان فرانکفورت[نیازمند توضیح بیشتر][۱۲]
- تأسیس سازمان عدالت برای ایران سال ۱۳۸۸ به همراه شادی صدر[۱۳]
- تأسیس شبکه شش رنگ (شبکه لزبین‌ها و ترنس‌جندرهای ایرانی) در سال ۱۳۸۸[۱۴]

### کنفرانس برلین
کنفرانس برلین – با نام اصلی کنفرانس «ایران پس از انتخابات» – نام همایش ۳ روزه ای بود که بعد از انتخابات دوره ششم مجلس شورای اسلامی از ۱۹ تا ۲۱ فروردین ۱۳۷۹ (مارس ۲۰۰۰) به مدت سه روز از سوی حزب سبزهای آلمان و به دعوت بنیاد هاینریش بل در خانهٔ فرهنگ‌های جهان در برلین برگزار شد. گروهی از زنان ایرانی در برلین، تحت عنوان «زنان ایرانی علیه بنیادگرایی»، تصمیم گرفتند در اعتراض به عدم حضور زنان تبعیدی و گروه‌های مخالف جمهوری اسلامی در این کنفرانس، فعالیت‌های مختلفی را ترتیب دهند. شادی امین، از سوی گروه، مسئولیت یافت تا در ابتدای کنفرانس، خواهان یک دقیقه سکوت به احترام کلیه کشته‌شدگان ۲۱ سال گذشته در ایران شود که با مخالفت برگزارکنندگان و برخورد شدید پلیس و نیروهای امنیتی روبه‌رو شداین اتفاق، و اعتراضات به عدم دعوت از فعالان سیاسی مخالف جمهوری اسلامی ایران باعث به اغتشاش کشیده شدن کنفرانس برلین شد. شادی امین به دلیل شدت خشونت فیزیکی پلیس پس از اتمام روز اول کنفرانس و در بیرون از سالن، به بیمارستان منتقل شد.
شبکه تلویزیونی من و تو در برنامه‌های مستند دربارهٔ کنفرانس برلین، شادی امین و حسن یوسفی اشکوری را رو در رو قرار داده است.

### تالیفات
علاوه بر مقالات متعدد که در نشریات چاپی و وبگاه‌های اینترنتی منتشر شده، شادی امین گزیده‌ای از آثار آدریان ریچ و اودری لرد، دو فمینیست لزبین معروف آمریکایی را در کتابی با عنوان قدرت و لذت، ترجمه و منتشر کرده است.
وی همچنین با همکاری شادی صدر، کتاب جنایت و مصونیت (با عنوان اصلی «جنایت و معافیت از مجازات؛ شکنجه جنسی زنان در زندانهای جمهوری اسلامی») را تدوین و منتشر کرده است.
شادی امین در اردیبهشت ماه ۱۳۹۴، کتاب «جنسیت X؛ تجربه زیسته همجنسگرایان و ترنس‌جندرهای ایرانی» را منتشر کرد.

### فیلم‌های مستند
- شب‌های بینهایت زنان زندانی

این مستند کوتاه، شهادت‌های زنان زندانی را پیرامون نوعی از شکنجه که در زندان قزل حصار و در اوایل دهه ۶۰ رایج بوده به تصویر می‌کشد. براساس این شهادت‌ها، داود رحمانی، رئیس زندان قزل حصار، صدها زندانی سیاسی زن را وادار می‌کرده که با چادر و چشم‌بند، مسیری طولانی را سینه‌خیز بروند و خود و سایر زندان بانان در همین حالت به باسن، کمر و اندام‌های جنسی این زنان ضربه وارد می‌کردند. شب‌های بینهایت زنان زندانی به شکل آنلاین قابل دسترس است.
- لحظه‌های آخر (Final Moments)

این فیلم، برای نخستین بار موضوع تجاوز به دختران باکره پیش از اعدام را که در دهه ۶۰ خورشیدی و در برخی از زندان‌های ایران علیه زندانیان سیاسی زن اعمال شده، مستند می‌کند.

### تحقیقات
شادی امین محقق اصلی پروژه تحقیقاتی «جنایت بی عقوبت» بوده است. این تحقیق، به شکنجه و خشونت جنسی علیه زندانیان سیاسی و عقیدتی زن در طول سه دهه ۶۰، ۷۰ و ۸۰ شمسی در ایران می‌پردازد. حاصل این تحقیق، دو جلد کتاب به اسامی "جنایت بی عقوبت؛ گزارش اول- شکنجه جنسی زندانیان زن در دهه ۶۰" و "جنایت بی عقوبت؛ شکنجه و خشونت جنسی علیه زندانیان زن، دهه ۷۰ و ۸۰ " به زبان فارسی و کتاب "Crime and Impunity" به زبان انگلیسی است. شادی امین در سال ۱۳۹۰ (۲۰۱۱)، انجام پروژه تحقیقاتی را با عنوان «نه به تغییر جنسیت اجباری» را با سازمان عدالت برای ایران آغاز کرد. هدف این پروژه تحقیقاتی که نتایج آن قرار است در سال ۱۳۹۳ ارائه شود، بررسی موارد نقض حقوق هم‌جنس‌گرایان و ترنس‌جندرها در عمل‌های تغییر جنسیت در ایران است. وی بخشی از نتایج این تحقیق را در بیست و چهارمین کنفرانس بنیاد پژوهش‌های زنان ایران که در ژوئیه ۲۰۱۳ در کلن آلمان برگزار شد ارائه کرد.